# Geyria saharica
Geyria saharica är en insektsart som beskrevs av Peter Esben-Petersen 1920. 
Geyria saharica ingår i släktet Geyria och familjen myrlejonsländor. Inga underarter finns listade i Catalogue of Life.